# Ferran Corominas
Ferrán Corominas Telechea (auch Ferran Coromines; * 5. Januar 1983 in Girona), häufig auch nur Coro, ist ein spanischer Fußballspieler, der beim FC Goa in der Indian Super League spielt.

## Karriere
Der Coro genannte Spieler ist so etwas wie der Mann für die wichtigen Tore bei Espanyol. Sein wohl bemerkenswertester Treffer war der gegen Real Sociedad in der Saison 2005/06, als er am 13. Mai 2006, dem letzten Spieltag, in der 92. Minute zum 1:0-Siegtreffer und somit zum Klassenerhalt traf. Dank des Treffers konnten die Gastgeber die Klasse halten, während die Basken von Deportivo Alavés in die Segunda División absteigen mussten.
Auch beim Halbfinal-Hinspiel gegen Werder Bremen im UEFA-Pokal 2006/07 konnte er das 3:0 in der 90. Minute und somit die Vorentscheidung um das Weiterkommen erzielen. Dennoch verlor man im Elfmeterschießen das Finale gegen den FC Sevilla.
Sein größter Erfolg war bisher der Gewinn der Copa del Rey 2006, als man im Finale Real Saragossa mit 4:1 bezwang.
Gegen Ende seiner Karriere wurde er zweimal bester Torschütze der Indian Super League.